# مهد البشرية
مهد البشرية هو موقع أثري بيولوجي يقع على بعد حوالي 50 كيلومترًا شمال غرب جوهانسبرغ، جنوب إفريقيا، في مقاطعة غاوتينغ. أُعلن اليونسكو عن الموقع على أنه موقع تراث عالمي في عام 1999، ويحتوي على أكبر تجمع معروف لبقايا أسلاف البشر في العالم. يحتل الموقع حاليًا مساحة 47 ألف هكتار (180 ميل مربع) ويضم نظامًا معقدًا من الكهوف الجيرية. الاسم المسجل للموقع في قائمة مواقع التراث العالمي هو «مواقع الحفريات البشرية في جنوب إفريقيا».
وفقًا لمجلة العلوم الجنوب إفريقية، يُعد «مزرعة بولت» المكان الذي اكتُشف فيه أقدم الرئيسيات. استُخرجت كمية كبيرة من الكالسيت (كربونات الكالسيوم من الهوابط والصواعد وتكوينات الجريان) من مزرعة بولت في أواخر القرن التاسع عشر وأوائل القرن العشرين.
في كهوف ستيركفونتين، اكتُشفت حفرية تعود إلى 2.3 مليون عام لإنسان الأسترالوبيثيكوس الأفريقي (الملقبة بـ«السيدة بليس»). عثر عليها روبرت بروم وجون ت. روبنسون في عام 1947. ساعد هذا الاكتشاف في تأكيد اكتشاف ريموند دارت عام 1924 لجمجمة طفل الأسترالوبيثيكوس الأفريقي المعروفة باسم «طفل تونغ» في منطقة تونغ بمقاطعة الشمال الغربي في جنوب إفريقيا، حيث لا تزال عمليات الحفر مستمرة.
بالقرب من الموقع، ولكن خارج حدوده، يحتوي نظام كهوف «النجم الصاعد» على «حجرة ديناليدي» (حجرة النجوم)، حيث اكتُشف خمسة عشر هيكلًا عظميًا متحجرًا من نوع منقرض من البشر، أُطلق عليه مؤقتًا «هومو ناليدي».
أنتجت كهوف ستيركفونتين وحدها أكثر من ثلث الحفريات البشرية القديمة المُكتشفة قبل عام 2010. تحتوي «حجرة ديناليدي» على أكثر من 1500 حفرية لـ«هومو ناليدي»، مما يجعلها أكبر اكتشاف لحفريات نوع واحد من البشر في إفريقيا.

## تأثيليًا
يعكس اسم «مهد البشرية» حقيقة اكتشاف عدد كبير جدًا من الحفريات البشرية في الموقع، بعضها من أقدم ما اكتُشف حتى الآن، ويرجع تاريخها إلى حوالي 3.5 مليون سنة.

## تاريخ الاكتشافات
في عام 1935، عثر روبرت بروم على أول حفريات بشرية في كهوف «ستيركفونتين» وبدأ العمل في الموقع. وفي عام 1938، أحضر تلميذ صغير يُدعى جيرت تيربلانش إلى ريموند دارت أجزاءً من جمجمة من «كرومدراي» المجاورة، التي حُدد لاحقًا على أنها تعود لـ«بارانثروبوس روبستوس». وفي العام نفسه، عُثر على سن بشرية واحدة في موقع «كهف كوبر» بين «كرومدراي» و«ستيركفونتين».
في عام 1948، عملت بعثة «كامب بيبودي» من الولايات المتحدة في «مزرعة بولت» و«غلايديسفال» بحثًا عن حفريات بشرية، لكنها لم تنجح في العثور على أي منها. وفي وقت لاحق من عام 1948، حدد روبرت بروم أول بقايا بشرية من كهف «سوارترانس».
في عام 1954، بدأ سي. كيه. برين العمل في مواقع في منطقة المهد، بما في ذلك «كهف كوبر». ثم بدأ عمله الذي استمر ثلاثة عقود في «كهف سوارترانس»، والذي أسفر عن ثاني أكبر عينة من الحفريات البشرية المكتشفة في المهد. اكتُشف أيضًا أقدم استخدام للنار تحت السيطرة من قِبل «هومو إريكتوس» في «سوارترانس»، واُرّخ إلى ما يزيد عن مليون عام.
في عام 1966، بدأ فيليب توبياس عمليات التنقيب في «ستيركفونتين»، والتي لا تزال مستمرة وهي أطول عمليات تنقيب مستمرة للحفريات في العالم.
في عام 1991، اكتشف لي بيرغر من جامعة ويتواترسراند أول عينات بشرية في موقع «غلايديسفال»، مما جعله أول موقع بشري مبكر يُكتشف في جنوب إفريقيا منذ 48 عامًا. وفي عام 1994، اكتشف أندريه كايزر حفريات بشرية في موقع «دريمولين». وفي عام 1997، عثر كيفن كويكندال وكولين مينتر من جامعة ويتواترسراند على سنين بشريتين في موقع «غوندولين». وفي العام نفسه، اكتشف رون كلارك الهيكل العظمي شبه الكامل لإنسان الأسترالوبيثيكوس المعروف باسم «ليتل فوت»، الذي كان يُقدّر عمره بنحو 3.3 مليون سنة (وتشير التقديرات الأحدث إلى أنه أقرب إلى 2.5 مليون سنة).
في عام 2001، عثر ستيف تشرشل من جامعة ديوك ولي بيرغر على بقايا بشرية حديثة في موقع «بلافرز ليك». وفي العام نفسه، اكتُشفت أول حفريات بشرية وأدوات حجرية في «كهف كوبر». وفي عام 2008، اكتشف لي بيرغر بقايا جزئية لاثنين من البشر (أسترالوبيثيكوس سيديبا) عاشا بين 1.78 و1.95 مليون سنة في موقع «مالابا».
في أكتوبر 2013، كُلّف بيرغر الجيولوجي بيدرو بوشوف بالبحث في أنظمة الكهوف في «مهد البشرية» بهدف اكتشاف المزيد من مواقع الحفريات البشرية. اكتشف ريك هنتر وستيفن تاكر حفريات بشرية في منطقة غير مستكشفة سابقًا في نظام كهوف «النجم الصاعد-وستمنستر»، التي حصلت على رمز الموقع UW-101. وفي نوفمبر 2013، قاد بيرغر بعثة مشتركة بين جامعة ويتواترسراند والجمعية الجغرافية الوطنية إلى نظام كهوف «النجم الصاعد» بالقرب من «سوارترانس». وفي غضون ثلاثة أسابيع فقط من التنقيب، استعاد الفريق المكون من ست نساء من العلماء المختصات بعلم الأنفاق القديم (كي. ليندسي إيفز، ومارينا إليوت، وإيلين فويريجيل، وعليا جورتوف، وهانا موريس، وبيكا بيكزوتو)، واللاتي اعتمد اختيارهن على مهاراتهن في علم الحفريات واستكشاف الكهوف، بالإضافة إلى صغر حجمهن، أكثر من 1200 عينة حفرية من نوع بشري غير معروف. اعتبارًا من عام 2015، كان الموقع لا يزال في عملية التأريخ. وفي سبتمبر 2015، أعلن بيرغر بالتعاون مع «ناشيونال جيوغرافيك» عن اكتشاف نوع جديد من الأقارب البشرية، أطلق عليه اسم «هومو ناليدي» من الموقع UW-101. ما هو مثير للاهتمام بشكل خاص، إلى جانب تسليط الضوء على أصول وتنوع جنس «هومو»، أن «هومو ناليدي» يبدو أنه وضع عن قصد جثث موتاه في كهف منعزل، وهو سلوك كان يُعتقد سابقًا أنه مقتصر على الأنواع البشرية اللاحقة.
في الأيام الأخيرة من بعثة «النجم الصاعد»، اكتشف ريك هنتر وستيفن تاكر المزيد من المواد الحفرية البشرية في جزء آخر من نظام الكهوف. بدأت الحفريات الأولية في هذا الموقع، الذي صُنّف تحت الرمز UW-102، في عام 2013 وأسفر عن العثور على مواد حفرية بشرية كاملة خاصة به. لا تزال العلاقة بين الموقعين 101 و102 غير معروفة.